# 西川哲
西川 哲（にしかわ てつ、1968年5月2日 - ）は日本のプロゴルファー。東京都出身。血液型A型。師匠は青木功。

## 人物・経歴
12歳からゴルフを始める。日本体育大学荏原高等学校卒業。同級生に佐藤弘道がいる。
高校卒業後、ゴルフ場で研修生をしながら1年でプロテストに合格。
1991年のマルマンオープンで尾崎健夫とのプレーオフを制し初優勝を飾ると、同年の日本オープンでは首位と1打差の3位タイに食い込む活躍を見せる。
1992年にはブリヂストンオープンで倉本昌弘とのプレーオフに敗れるが、1993年にはデサントクラシックで2勝目を挙げる。1995年の日経カップ 中村寅吉メモリアルで自己ベストの72H最少スコア269（19アンダー）を記録し3勝目を挙げる。獲得賞金21,831,546円。
1996年獲得賞金7,109,154円、1997年獲得賞金13,967,080円、1998年獲得賞金1,911,600円、1999年獲得賞金153,225円、2000年獲得賞金4,679,650円、2001年獲得賞金4,199,566円とキャリアを重ねる。
2002年は予選通過が3回にとどまり、獲得賞金1,310,400円。これ以降、2003年は予選通過2回のみで獲得賞金2,510,400円。2004年は予選通過1回のみで獲得賞金244,000円、2005年と2006年は一度も予選を通過できず、獲得賞金0円に終わる。2007年に獲得賞金894,000円を得るが、2008年以降は獲得賞金なし。
所属契約先はフィールズ株式会社、所属ゴルフ場はスターツリゾート（スターツコーポレーション傘下）であるが、すでにツアープロゴルファーとしてはセミリタイア状態である。

### 自身の競技の他の活動
2006年以降は本格的にティーチングプロとして活動する。日本キャディー協会（ゴルフ）顧問。
また、父（西川幸男）の代より半世紀続く北海道静内での競走馬繁殖、育成の牧場を兄（山田太郎）と継ぎ、競走馬ファンド販売会社（愛馬会法人）である『東京サラブレッドクラブ』の代表取締役を務めている。2009年秋華賞を優勝したレッドディザイアは、同社が法人馬主である競走馬ファンド運用会社（クラブ法人）に現物出資した競走馬である。この勝利により、西川一族悲願のGI制覇を果たした。

## 家族
- 元妻は菊池桃子（1995年に結婚。2012年1月に離婚が発表される[1]）。菊池との間に1男1女。
- 父は芸能プロダクション「新栄プロダクション」会長・西川幸男、20歳差の異母兄は歌手で同プロダクション社長の西川賢（歌手名：山田太郎）。中山馬主協会会長。従弟の妻は元歌手の北村優子。
- 母は五月みどり。母方叔母は小松みどり。母方叔父は西城正明。